# Ilija Trojanow
Ilija Trojanow (búlgaro: Илия Троянов, también translitera como Iliya Troyanov) (23 de agosto de 1965 en Sofía) es un escritor, traductor y editor germano-búlgaro.

## Biografía
Trojanow nació en Sofía, Bulgaria en 1965. En 1971 su familia huyó de Bulgaria a través de Yugoslavia e Italia en Alemania, donde recibieron asilo político. En 1972, la familia viajó a Kenia, donde el padre de Ilija había conseguido un trabajo como ingeniero. Con una interrupción en el período comprendido entre 1977 y 1981, Ilija Trojanow vivió en Nairobi hasta 1984, y asistió a una escuela de lengua alemana. Después de una estancia en París, estudió derecho y etnología en la Universidad de Múnich entre 1985-89. Interrumpió los estudios para fundar la editorial Kyrill-und-Method en 1989, y posteriormente la editorial Marinoel 1992, ambas especializadas en literatura africana. En 1999 Trojanow se trasladó a Mumbai y desarrolló una intensa actividad relacionada con la vida y la cultura de la India. Ha vivido en Ciudad del Cabo, volvió a Alemania (Mainz), y después en Austria, en la ciudad de Viena, donde reside en la actualidad.

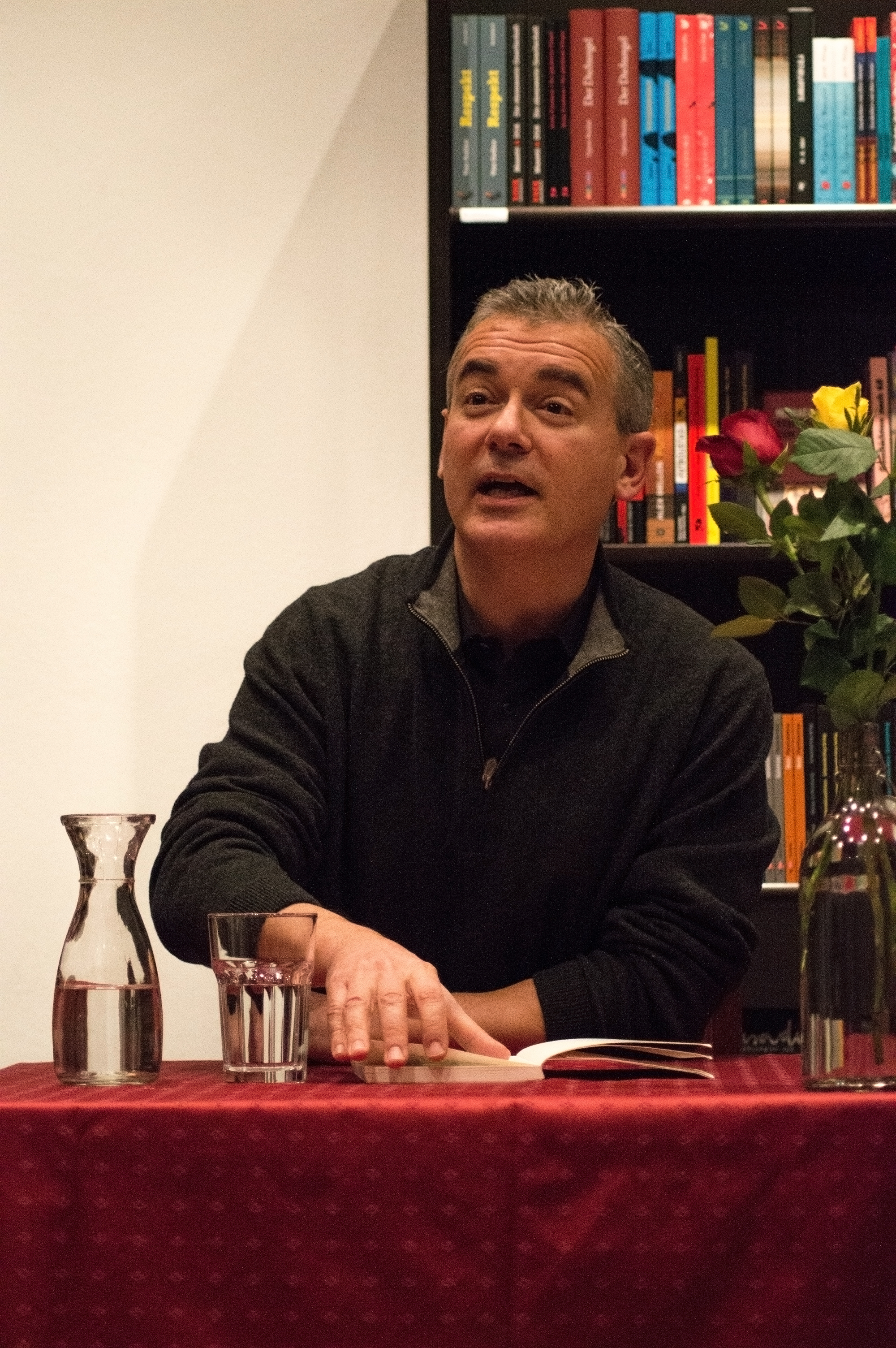
Ilija Trojanow el 2013 en Viena

En la década de 1990 Trojanow escribió varias obras de no ficción y libros de viajes sobre África, publicó una antología de la literatura africana contemporánea y tradujo autores africanos al alemán. Su primera novela, " Die Welt ist groß und Rettung lauert überall", apareció en 1996. Relata las experiencias de su familia como refugiados políticos y solicitantes de asilo. Después de que apareciera la novela de ciencia ficción "Autopol", creada en Internet como una "novela en progreso", publicó "Hundezeiten", un libro de viajes de una visita a su tierra natal de Bulgaria, y los libros que tratan de sus experiencias en la India. Su reportaje "Zu den Heiligen Quellen diciembre Islam" describe una peregrinación a La Meca.
Desde 2002 Ilija Trojanow ha sido miembro del Centro PEN de la República Federal de Alemania. Entre otros, ha recibido el Premio de Literatura de Bertelsmann en el concurso Ingeborg Bachmann de Klagenfurt en 1995, el Premio de Literatura de Marburg en 1996, el Premio Thomas Valentin en 1997, el Premio Adelbert von Chamisso 2000 y el Premio de la Feria del Libro de Leipzig en la categoría de ficción por su novela " Der Weltensammler" (El coleccionista de mundos) en 2006.
En 2013 Trojanow criticó la Agencia de Seguridad Nacional (NSA). En 2013, se le negó la entrada a los EE. UU. por razones no reveladas. Planeaba asistir a un congreso de germanistas que se celebraba en Dallas.

## Obras principales
- In Afrika, Múnich 1993 (Fotografías de Michael Martin)
- Naturwunder Ostafrika, Múnich 1994 (Fotografías de Michael Martin)
- Hüter der Sonne. Begegnungen mit Zimbabwes Ältesten - Wurzeln und Visionen afrikanischer Weisheit (con Chenjerai Hove), Múnich 1996
- Kenia mit Nordtansania, Múnich 1996
- Die Welt ist groß und Rettung lauert überall, Múnich 1996
- Autopol, Múnich 1997
- Zimbabwe, Múnich 1998
- Hundezeiten. Heimkehr in ein fremdes Land, Múnich 1999 (Revisado el 2006 y publicado como Die fingierte Revolution)
- Der Sadhu an der Teufelswand, Múnich 2001
- An den inneren Ufern Indiens, Múnich 2003
- Zu den heiligen Quellen des Islam, Múnich 2004
- Masque, libreto de una ópera de Hans Huyssen, 2005
- Der Weltensammler, Múnich 2006
- Indien. Land des kleinen Glücks, Cadolzburg 2006
- Gebrauchsanweisung für Indien, Múnich 2006
- Die fingierte Revolution. Bulgarien, eine exemplarische Geschichte, Múnich 2006
- Nomade auf vier Kontinenten, Frankfurt del Main 2007
- Kampfabsage. Kulturen bekämpfen sich nicht - sie fließen zusammen (con Ranjit Hoskoté), Múnich 2007
- Der entfesselte Globus, Múnich 2008
- Sehnsucht, Friburg 2008 (compilado por Fatma Sagir)
- Kumbh Mela. Das größte Fest der Welt, Múnich 2008 (Fotografías de Thomas Dorn)
- Ferne Nähe. Tübinger Poetik-Dozentur (con Feridun Zaimoglu), Künzelsau 2008
- Angriff auf die Freiheit. Sicherheitswahn, Überwachungsstaat und der Abbau bürgerlicher Rechte (con Juli Zeh), Múnich 2009
- Oberammergau. Richard F. Burton zu Besuch bei den Passionsspielen; inglés (de Richard Francis Burton) y alemán, al inglés por Susann Urban, Hamburgo 2010
- Fühlend sehe ich die Welt. Die Aufzeichnungen des blinden Weltreisenden James Holman (amb Susann Urban), Múnich 2010
- EisTau. Roman. Carl Hanser Verlag, Munic, 2011 ISBN 978-3-446-23757-5
- Die Versuchungen der Fremde: Unterwegs in Arabien, Indien und Afrika. Malik Verlag, Múnich 2011, ISBN 978-3890294049
- Stadt der Bücher (Fotografías de Anja Bohnhof), Langen/Müller, Múnich 2012, ISBN 978-3784432939
- Der überflüssige Mensch, Editorial Residenz, St. Pölten 2013
- Wo Orpheus begraben liegt (Fotografías de Christian Muhrbeck), Múnich 2013
- Meine Olympiade, Frankfurt am Main, 2016

## Adaptaciones cinematográficas
- Die Welt ist groß und Rettung lauert überall, 2007, por Stefan Komandarev (Regie) con Miki Manojlović como Bai Dan y Carlo Ljubek como Alexander